# Rozdroże Izerskie (województwo dolnośląskie)
Rozdroże Izerskie – osada w Polsce położona w województwie dolnośląskim, w powiecie lwóweckim, w gminie Mirsk.
W latach 1975–1998 miejscowość należała administracyjnie do województwa jeleniogórskiego.